# Wojen
Wojen – legendarny książę czeski z dynastii Przemyślidów, trzeci z kolei następca Przemysła Oracza.
Znany jedynie z Kroniki Kosmasa z Pragi. Jego bezpośrednim poprzednikiem miał być Mnata, zaś następcą Unisław.
Kronika Dalimila, a za nią późniejsza tradycja, przydała mu drugiego syna imieniem Włościsław, który miał panować nad Łuczanami.